# Soazza
Soazza (hist. Sowaz, Zauatz) – miejscowość i gmina w południowo-wschodniej Szwajcarii, w kantonie Gryzonia, w regionie Moesa.

## Demografia
W Soazzie mieszkają 324 osoby. W 2020 roku 20,4% populacji gminy stanowiły osoby urodzone poza Szwajcarią. 

## Transport
Przez teren gminy przebiegają autostrada A13 oraz droga główna nr 13.